# CA River Plate
A Club Atlético River Plate (vagy ahogy sokan ismerik: River Plate vagy simán River) Argentína legismertebb csapata, amelyet 1901-ben alapítottak. Otthona Buenos Airesben, Núñez kerületben található. Stadionja az Estadio Monumental Antonio Vespucio Liberti.
A River Plate, melyet a FIFA szavazásán 2000-ben a 20. század legjobb argentin klubjának választottak, 37 bajnoki címével a legeredményesebb klubcsapat az argentin futball történetében. 1986-ban megnyertek minden létező sorozatot: bajnoki cím, Libertadores Kupa, Interkontinentális Kupa és az argentin válogatott - többek között a River Plate játékosaival a soraiban - elsőként zárta az 1986-os labdarúgó-világbajnokságot.

## Történelem
A Boca Juniorshoz hasonlóan a River Plate-et is Buenos Aires egyik legszegényebb körzetében, a La Bocában alapították 1901. május 25-én. S míg a Boca Juniors a kerületben maradt, addig a River először Buenos Aires Palermo nevű városrészébe, majd az 1930-as években egy kisebb kerületbe, a Núňezbe költözött.
A Buenos Airest átszelő Rio de la Plata folyó angol neve a River Plate. A krónikák szerint a klub egyik alapítója a folyó partján található, The River Plate nevű kikötői piacon egyszer azt látta, hogy matrózok fociznak a ládák között: a legenda szerint ekkor dőlt el, hogy az újonnan alakult futballklub is a River Plate nevet viseli majd.
A harmincas években aztán a klubra ráragasztották a Milliomosok (Los Millionaires) becenevet, miután megvették Bernabé Ferreyrát, a kor egyik legdrágább játékosát, és aranyban fizettek érte a Tigre csapatának. Az 1940-es években a Riverben futballozott Alfredo Di Stéfano és Omar Sívori is - Di Stéfano később a Real Madrid, Sívori pedig a Juventus csillaga lett.
A River Plate offenzív, lehengerlő játékstílusának köszönhette, hogy a negyvenes években, Gépezet (La Máquina) névre keresztelték ötfős csatársorát, és a mai napig úgy emlegetik Argentínában, mint Magyarországon az Aranycsapatot: a Muñoz, Moreno, Pedernera, Labruna, Loustau kvintett négy bajnoki címet, három nemzeti kupát, és három Rioplatense trófeát gyűjtött be 1941 és 1947 között. A szakírók szerint a későbbi holland "totális futball" előőrse volt.
Az 1950-es évek végén peches időszak kezdődött: 1957 és 1975 között a River Plate tizenegyszer végzett a második helyen, a legfájóbb emlékű mérkőzés azonban a Libertadores Kupa 1966-os döntője volt, ahol a fináléban a River már 2:0-ra vezetett az uruguayi Peñarol ellen, a vége azonban 2:4 lett. A kupa elvesztése mellett azonban született egy rekord is, ugyanis az 1966-os kupasorozatban Daniel Onega lett a gólkirály 17 találattal, amely azóta is egyedülálló a Libertadores Kupa történetében.
Az 1978-ban világbajnokságot nyert argentin válogatottból itt játszott Ubaldo Fillol, Mario Kempes, Daniel Passarella, Alberto Tarantini, Leopoldo Luque, Norberto Alonso és Amerigo Gallego is.
Így aztán az első sikerre a Libertadores Kupában egészen 1986-ig kellett várniuk a piros-fehéreknek: a döntőben a kolumbiai América Calit verték (2:1, 1:0). Ekkor már nem volt ott a csapatban a nyolcvanas évek nagy sztárja, minden idők legjobb uruguayi labdarúgója, a Herceg (Prince) becenevű Enzo Francescoli, aki máig a River történetének legeredményesebb idegenlégiósa (165 mérkőzésen 90 gólt szerzett).
Utánpótlás nevelésük világszerte elismert. A River csapatában olyan argentin tehetségek nevelkedtek, mint Claudio Caniggia, a világbajnok Oscar Ruggeri, itt védett a szintén világbajnok Nery Pumpido, az egyik legeredményesebb argentin támadó Gabriel Batistuta, az elnyűhetetlen Ariel Ortega és Marcelo Gallardo, valamint Guillermo Rivarola, Hernán Crespo, Pablo Aimar, Javier Saviola, Andrés D'Alessandro, Martín Demichelis, Esteban Cambiasso, Javier Mascherano, Gonzalo Higuaín, Èrik Lamela és Lucas Ocampos.
A Libertadores Kupában tíz évet kellett várniuk a szurkolóknak az újabb győzelemre, s ismét a kolumbiai America Cali volt az ellenfél. A csapat motorja ekkor újfent Francescoli volt, aki nyolcéves európai kitérő (Racing Club Paris, Marseille, Cagliari, Torino) után tért vissza Buenos Airesbe.
A River olykor a szélsőségek csapata. A 2003/04-es bajnokságban az Aperturában haloványan szerepeltek és csak a 11. helyen végeztek, ugyanakkor a Clausurában hatalmas fordulatot véve bajnokok lettek. Még ennél is rendhagyóbb eset volt az elmúlt szezon: 2008-ban megnyerték a bajnokságot, majd a következő szezonban, történetük során első alkalommal kiestek a másodosztályba. A 2012–2013-as szezonra visszajutottak a legmagasabb osztályba.

## Stadion
Az Estadio Monumental hivatalos nevét Antonio Vespucio Liberti korábbi köztársasági elnökről kapta. Itt játssza mérkőzéseit a nemzeti válogatott is. Az eredetileg is lenyűgöző stadiont az 1978-as labdarúgó-világbajnokságra felújították, befogadó képessége eredetileg 110 ezres volt, napjainkban 80 ezres. A Monumental jelző jól illik rá, hiszen nem csak egy stadion, hanem valóságos sportcentrumot foglal magában, ahol rengeteg edzőpálya, vendégszobák, étterem, orvosi rendelő, ajándékbolt, sportmúzeum és a világhírű River Plate Sportiskola is található.
A stadion fekvése is festői. A Costanera Norte-n, a Rio la Plata közvetlen közelében található. Tömegközlekedéssel is jól megközelíthető. A "D" jelzésű metróval a Junta végállomásig utazva már könnyen elérhető, de számos buszjárat is közlekedik az építményig. A stadion felett húzódik a belföldi reptérre tartó légifolyosó, így szinte percenként elzúg egy gép az aréna felett, amely gyakran ad helyet gigantikus rock koncerteknek. A 2003 óta minden évben megrendezett Quilmes rockfesztiválon kívül többek között Sting, Peter Gabriel, Bruce Springsteen, David Bowie, Eric Clapton, Elton John, Guns N’ Roses, U2, Iron Maiden, Michael Jackson, Paul McCartney, Coldplay, The Rolling Stones, Aerosmith, The Police, Red Hot Chili Peppers, Kiss, Madonna, Shakira, AC/DC, Bon Jovi és Lady Gaga is fellépett a Monumentalban.

## Szurkolói
A Boca-fanok nagy része inkább a dolgozó réteg, míg a Rivert favorizálók inkább a középosztályba tartoznak, legalábbis sokáig élt-e legenda a köztudatban. Manapság teljesen mindegy, ugyanis nemre, korra, társadalmi, illetve anyagi hovatartozástól független, minden szinten található River-drukker. A Boca szurkolók ’Gallinas’-nak, vagyis csirkéknek, míg a River fanatikusok pedig ’Bosteros’-nak, szebben kifejezve ganéjgyűjtőknek hívják riválisukat.

## El Superclásico
Argentínában El Superclásico-nak nevezik a két legnagyobb fővárosi klub összecsapását. A megtisztelő jelző természetesen nem ok nélkül ragadt a párharcra, ugyanis a Boca Juniors az ország legnépszerűbb, míg a River Plate a legsikeresebb csapata. Egy évben legalább négy alkalommal kerül sor a szuper rangadóra. A két bajnoki mellett a népszerű Torneo Verano kupában és a Copa Revancha alkalmán is megmérkőznek, amelyet semleges helyszíneken a legkiemelkedőbb fővárosi csapatoknak írnak ki minden januárban. E két rivális mellett a San Lorenzo és a Velez, valamint a meghívott Independiente és Racing szerepelnek körmérkőzéseket játszva. A Torneo Verano állandó helyszíne a Mar del Platában található Estadio Minella, amely az 1978-as vb-én a magyar, az olasz és a francia csapat meccseinek adott otthont. A Copa Revancha helyszínei változnak, legtöbbször Córdoba, Salta, vagy éppen Jujuy városa a rendező. 2004-ben hatszor is sor került a Superclasico-ra, miután az említettek mellett még a Libertadores-kupa elődöntőjében is összekerültek, ahol igazán emlékezetes és drámai mérkőzést játszottak. 2018-ban a két csapat vívta a Libertadores-kupa döntőjét. 

## Sikerek
Liga Profesional
- Bajnok (38): 1920 AAm, 1932 LAF, 1936 (Copa Campeonato), 1936 (Copa de Oro), 1937, 1941, 1942, 1945, 1947, 1952, 1953, 1955, 1956, 1957, 1975 Metropolitano, 1975 Nacional, 1977 Metropolitano, 1979 Metropolitano, 1979 Nacional, 1980 Metropolitano, 1981 Nacional, 1985–86, 1989–90, 1991 Apertura, 1993 Apertura, 1994 Apertura, 1996 Apertura, 1997 Clausura, 1997 Apertura, 1999 Apertura, 2000 Clausura, 2002 Clausura, 2003 Clausura, 2004 Clausura, 2008 Clausura, 2014 Final, 2021, 2023

Argentin Kupa
- Győztes (3): 2015–16, 2016–17, 2018–19

Argentin Szuperkupa
- Győztes (3): 2017, 2019, 2023

Bajnokok-kupája
- Győztes (2): 2021, 2023

Copa Campeonato
- Győztes (1): 2014

Copa de Competencia Jockey Club
- Győztes (1): 1914
- Döntős (1): 1918

Copa de Honor Municipalidad de Buenos Aires
- Döntős (1): 1917

Copa de Competencia (LAF)
- Győztes (1): 1932

Copa Ibarguren
- Győztes (4): 1937, 1941, 1942, 1952

Copa Adrián C. Escobar
- Győztes (1): 1941
- Döntős (1): 1942

Tie-kupa
- Győztes (1): 1914

Copa Aldao
- Győztes (5): 1936, 1937, 1941, 1945, 1947

Interkontinentális kupa
- Győztes (1): 1986

Copa Libertadores
- Győztes (4): 1986, 1996, 2015, 2018

Copa Interamericana
- Győztes (1): 1986

Supercopa Sudamericana
- Győztes (1): 1997

Copa Sudamericana
- Győztes (1): 2014

Recopa Sudamericana
- Győztes (3): 2015, 2016, 2019

## Jelenlegi keret
2020. április 2-án frissítve.
| #  |     | Poszt | Név                    |
| -- | --- | ----- | ---------------------- |
| 1  | ARG | K     | Franco Armani          |
| 2  | ARG | V     | Jonatan Maidana        |
| 4  | PAR | V     | Jorge Moreira          |
| 5  | ARG | KP    | Bruno Zuculini         |
| 6  | ARG | V     | Luciano Lollo          |
| 7  | URU | CS    | Rodrigo Mora           |
| 8  | COL | KP    | Juan Fernando Quintero |
| 9  | ARG | CS    | Julián Álvarez         |
| 10 | ARG | KP    | Gonzalo Martínez       |
| 11 | URU | KP    | Nicolás De La Cruz     |
| 13 | ARG | KP    | Santiago Sosa          |
| 14 | ARG | K     | Germán Lux             |
| 16 | ARG | V     | Kevin Sibille          |

| #  |     | Poszt | Név                   |
| -- | --- | ----- | --------------------- |
| 18 | URU | KP    | Camilo Mayada         |
| 19 | COL | CS    | Rafael Santos Borré   |
| 20 | ARG | V     | Milton Casco          |
| 21 | ARG | KP    | Cristian Ferreira     |
| 22 | ARG | V     | Javier Pinola         |
| 23 | ARG | KP    | Leonardo Ponzio       |
| 24 | ARG | KP    | Enzo Pérez            |
| 25 | ARG | K     | Enrique Bologna       |
| 26 | ARG | KP    | Ignacio Fernández     |
| 27 | ARG | CS    | Lucas Pratto          |
| 28 | ARG | V     | Lucas Martínez Quarta |
| 29 | ARG | V     | Gonzalo Montiel       |
| 32 | ARG | CS    | Ignacio Scocco        |

## Jelentős játékosok

### Korai időszak és a La Máquina

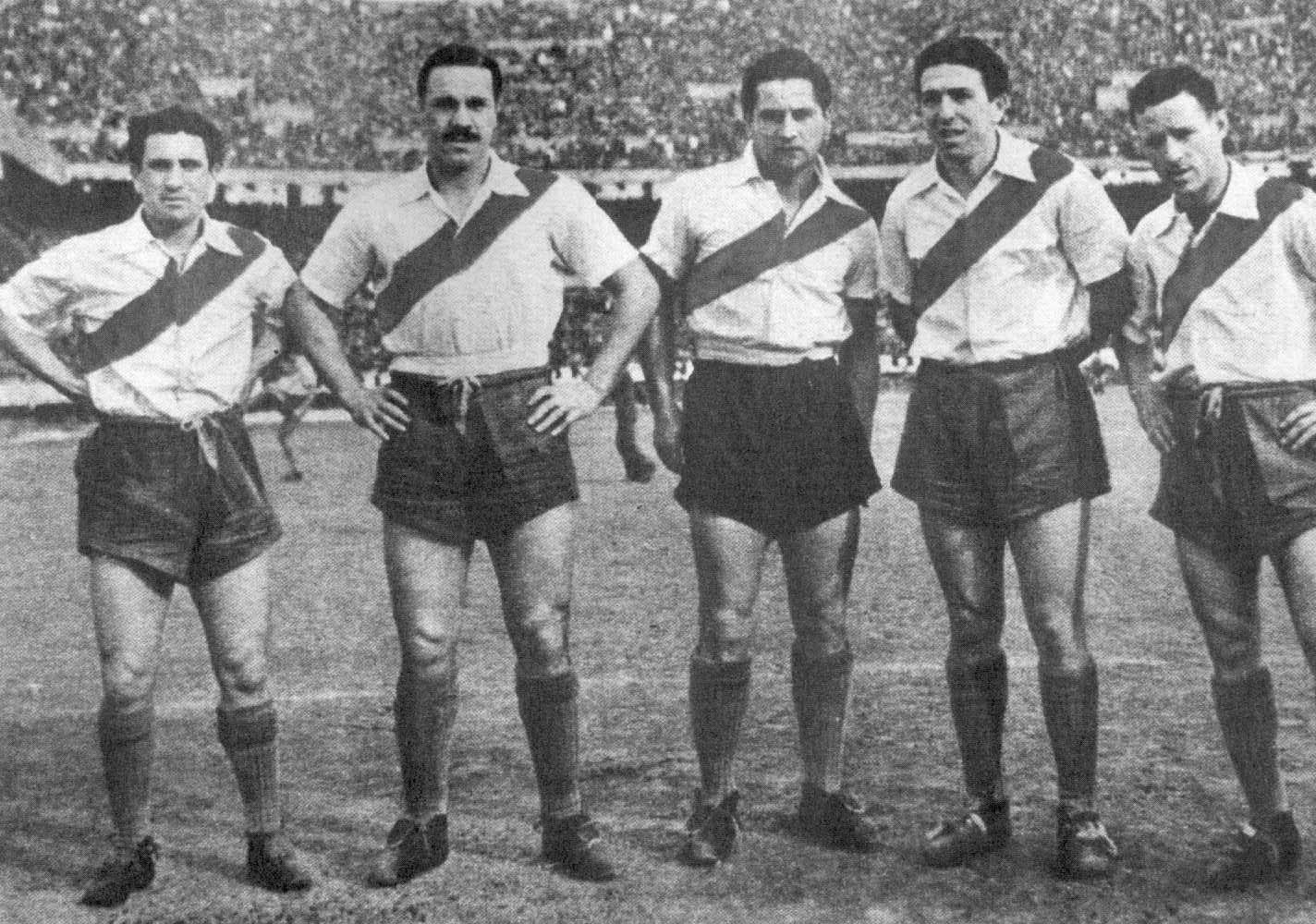
1941 La Maquina; balról: Juan Muñoz, José Moreno, Adolfo Pedernera, Angel Labruna és Félix Lousteau

| - Carlos Peucelle - Bernabé Ferreyra - Alfredo Di Stéfano - Norberto Yácono - Ricardo Vaghi - José Ramos - Bruno Rodolfi - Enrique Omar Sivori | - José El Charro Moreno - Juan Carlos Muñoz - Adolfo Pedernera - Ángel Labruna - Felix Loustau - Walter Gomez - Néstor Rossi - Renato Cesarini |

### 50-es, 60-as és 70-es évek

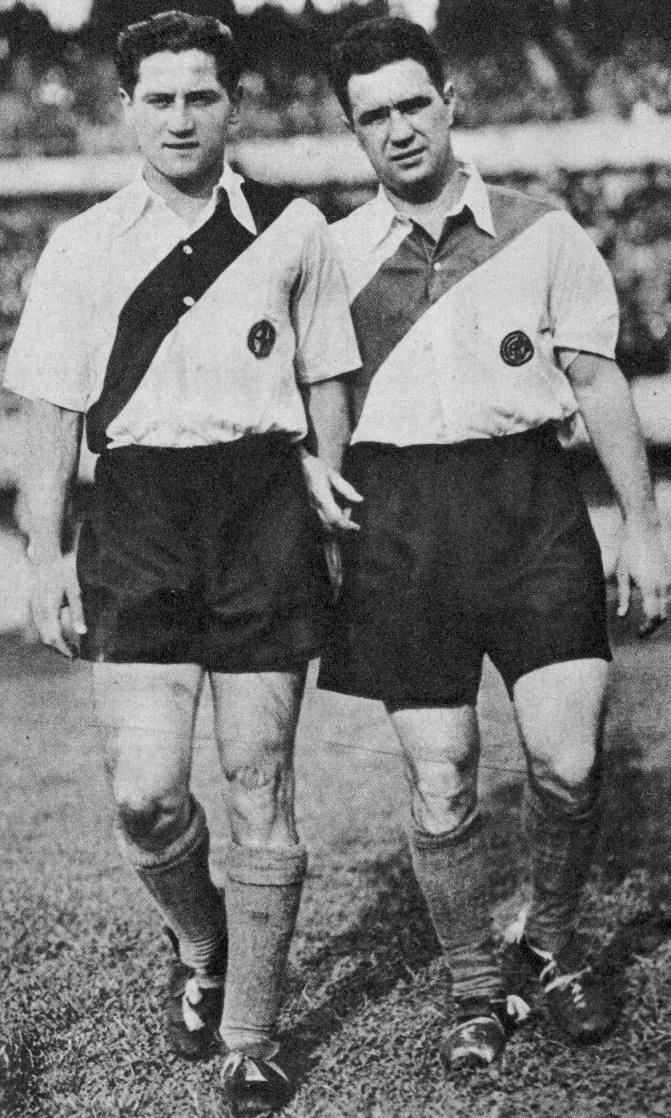
Pedernera és Peucelle, El Gráfico magazin.

| - Luis Artime - Federico Vairo - Eladio Rojas - Amadeo Carrizo - Juan Carlos Sainz - Vladislao Cap - José Varacka - Ermindo Onega - Daniel Onega - Roberto Matosas - Luís Alberto Cubilla - Hugo Gatti (Loco) - Oscar Más (Pinino) - Norberto Alonso (Beto) | - Juan José López - Ubaldo Fillol - Carlos Morete - Alejandro Sabella - Reinaldo Merlo - Daniel Passarella (El Káiser) - Pablo Comelles - Leopoldo Luque - Oscar Ortiz - Miguel Ángel Raimondo - Alejandro Sabella - Héctor Artico - Américo Gallego |

### 80-as és korai 90-es évek
| - Abel Balbo (1988~1989) - Mario Kempes (El Matador) (1981~1982) - Gabriel Batistuta (Batigol) (1989~1990) - Ángel Comizzo (El Flaco) (1988~1992, 2001~2003) - Ramón Díaz (El Pelado) (1975~1982, 1991~1993) - Jorge Borelli (1983~1987) - Oscar Ruggeri (El Cabezón) (1985~1988) - Nery Pumpido(1983~1988) - René Houseman - Enzo Francescoli (El Príncipe) (1983~1986, 1994~1997) - Antonio Alzamendi (La Hormiga) (1982~1983, 1986~1988) - Claudio Morresi - Juan Gilberto Funes (El Búfalo) - Héctor Enrique (El Negro) - Claudio Caniggia (El Pájaro) (1985~1988) | - Norberto Gorosito (Pipo) (1984~1988) - Pedro Troglio(1984~1988) - Sergio Goycochea (El Vasco) (1983~1988, 1993~1994) - Eduardo Berizzo (Toto) (1996~2000) - Leonardo Astrada (El Negro) (c) (1989~2000, 2001~2003) - Roberto Ayala (El Ratón) (1993~1995) - Ariel Ortega (El Burrito) (1991~1996, 2000~2002, 2006) - Sergio Berti (La Bruja) (1990~1992, 1993~1995, 1996~1999) - Marcelo Gallardo (El Muñeco) (1993~1999, 2003~) - Hernán Crespo (Valdanito) (1993~1996) - Rubén Da Silva (El polillita) (1989~1991, 1992~1993) - Ramón Medina Bello (El Mencho) (1989~1994, 1996~1998) - Germán Burgos (El Mono) (1994~1999) - Matias Almeyda (Pelado) (1991~1996) |

### Kései 90-es évektől napjainkig
| - Marcelo Salas (El Matador) (1996~1998, 2003~2005) - Celso Ayala - Alberto García Aspe (1996~1997) - Juan Pablo Angel (Angelito) (1997~2000) - Julio Ricardo Cruz (El Jardinero) (1996~1997) - Juan Pablo Sorín (Juampi) (1996~1999) - Santiago Solari (El Indiecito) (1996~1999) - Roberto Trotta (Cabezón) (1997, 1999~2001) - Martín Cardetti (El chapulín) (1997~1998, 1999~2002) - Javier Saviola (El Conejo) (1998~2001) | - Eduardo Coudet (El Chacho) (1999~2002, 2003~2004) - Pablo Aimar (El Payaso) (1996~2000) - Daniel Montenegro (Rolfi) (2003~2004, 2005~2006) - Marcelo Gallardo (El Muñeco) - Andrés D'Alessandro (El Cabezón) (2000~2003) - Fernando Cavenaghi (El Torito) (2001~2004) - Javier Mascherano (El Jefecito) (2003~2005) - Luis González (Lucho) (2002~2005) - Germán Lux (Poroto) (2001~2006) - Gonzalo Higuaín (Pipita) (2005-2006) |

## Egyéb sportágak

### Kosárlabda
River Plate elsőosztályú kosárlabda csapattal is büszkélkedhet, amely eddig háromszor nyert bajnokságot.

### Röplabda
River Plate profi női és férfi röplabda csapatokkal rendelkezik.

## Magyarok a klubnál
Tudomás szerint nem volt még magyar játékosa, de kiváló magyar kapcsolattal rendelkezik a klub. Szabó Gyula (Dorogi Sportmúzeum alapítója és a Dorogi FC elnökségi tagja) révén, aki többször volt már az argentin klub vendége, baráti viszonyt sikerült kialakítani.[forrás?]